# Scarlett Bordeaux
Pour les articles homonymes, voir Bordeaux et Chihaia.
Elizabeth Chihaia (née le 13 mai 1991 à Edgewater), est une catcheuse et mannequin américaine. Elle travaille actuellement à la Major League Wrestling et la World Wrestling Entertainment, dans la division SmackDown, sous le nom de Scarlett.

## Jeunesse
Elizabeth Chihaia est née à Edgewater et grandit avec ses grands-parents en Roumanie jusqu'à ses 4 ans. Elle retourne aux États-Unis et a fait partie de la chorale de son lycée à Orland Park. Elle fait aussi du patinage artistique, de l'équitation et de l'escalade. Alors qu'elle est encore au lycée, Elizabeth Chihaia va voir avec des amies un spectacle de catch. Après le lycée, elle étudie et est diplômée au Collège Columbia de Chicago en se spécialisant dans la comédie musicale.

## Carrière dans le catch

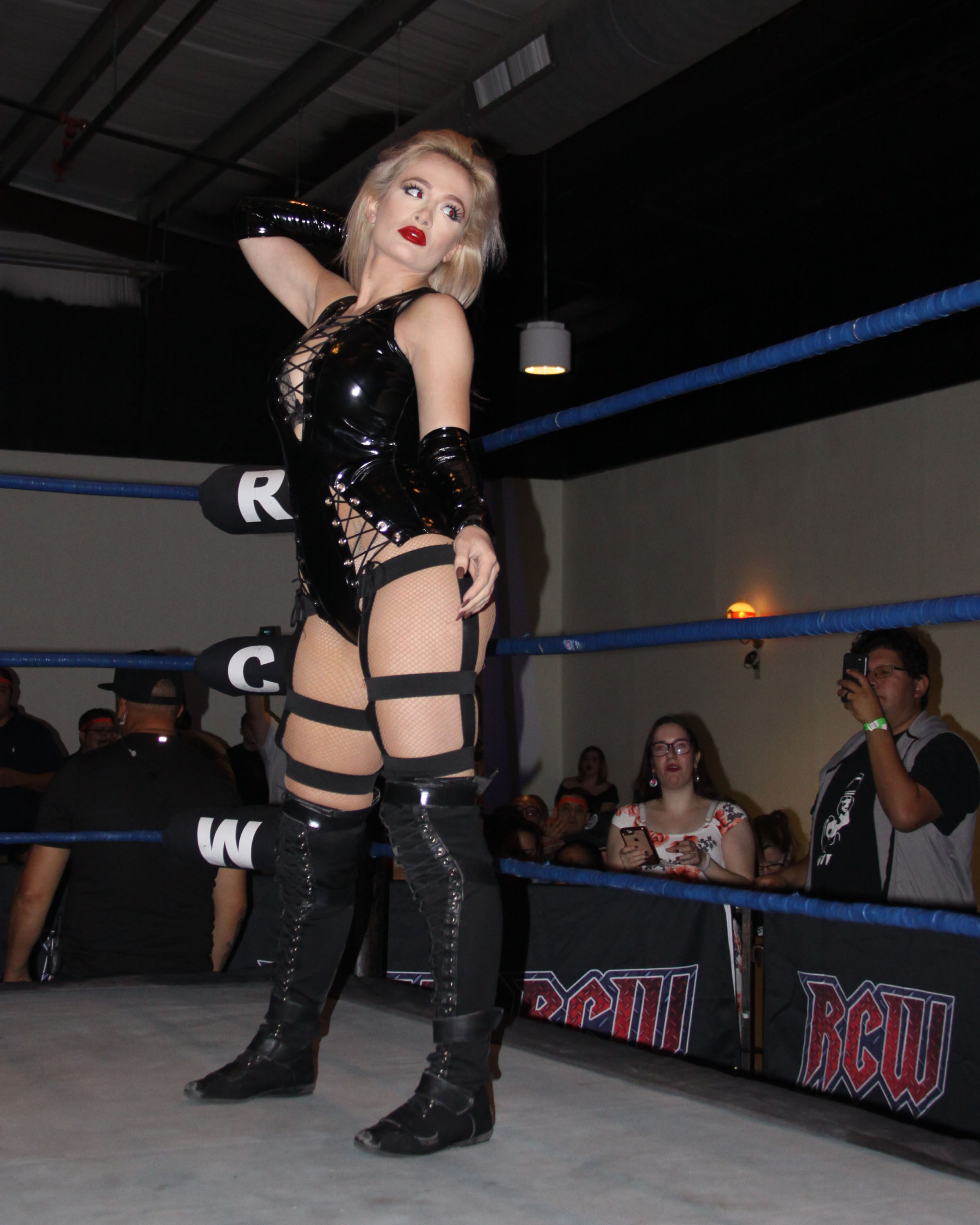
La catcheuse Scarlett Bordeaux posant avant un combat de catch en novembre 2018.

### Circuit indépendant (2012-2019)
Elizabeth Chihaia commence par travailler pour des petites fédérations de catch de Chicago en aidant à monter le ring ou en vendant des billets.

### Major League Wrestling (2022-...)
Le 23 juin 2022 à Battle Riot IV, elle fait ses débuts, à la Major League Wrestling, en battant Clara Carreras en moins de 2 minutes.

### Retour à la World Wrestling Entertainment (2022-...)
Le 5 août 2022 à SmackDown, Karrion Kross et elle font leur retour à la World Wrestling Entertainment, 9 mois après avoir été renvoyés. Son fiancé attaque Drew McIntyre dans le dos.

## Vie privée
Elle est en couple et fiancée avec le catcheur Karrion Kross.